# اچ‌اس‌دابلیوام‌اس گارمر
اچ‌اس‌دابلیوام‌اس گارمر (به انگلیسی: HSwMS Garmer) یک کشتی بود که طول آن ۲۸٫۵ متر (۹۳ فوت ۶ اینچ) بود. این کشتی در سال ۱۸۶۷ ساخته شد.